# Bühlertann
Bühlertann is een plaats in de Duitse deelstaat Baden-Württemberg, en maakt deel uit van het Landkreis Schwäbisch Hall.
Bühlertann telt 3.068 inwoners.

## Plaatsen in de gemeente Bühlertann
- Bühlertann
- Fronrot
- Hettensberg
- Halden
- Kottspiel
- Heuhof
- Vetterhöfe
- Avenmühle
- Himmelreich
- Kreidelhaus
- Niedermühle
- Tannenburg
- Tannenberghalden
- Weidenmühle

Blaufelden ·
Braunsbach ·
Bühlertann ·
Bühlerzell ·
Crailsheim ·
Fichtenau ·
Fichtenberg ·
Frankenhardt ·
Gaildorf ·
Gerabronn ·
Ilshofen ·
Kirchberg an der Jagst ·
Kreßberg ·
Langenburg ·
Mainhardt ·
Michelbach an der Bilz ·
Michelfeld ·
Oberrot ·
Obersontheim ·
Rosengarten ·
Rot am See ·
Satteldorf ·
Schrozberg ·
Schwäbisch Hall ·
Stimpfach ·
Sulzbach-Laufen ·
Untermünkheim ·
Vellberg ·
Wallhausen ·
Wolpertshausen